# Carolus Rali Dadichi
Carolus Rali Dadichi (auch Karl Dadichi, Theocharis Dadichi und Jacobus Arthemius; geboren 1693 oder 1694 in Aleppo; gestorben am 6. April 1734 in London) war ein syrischer Orientalist und Dolmetscher am Hofe des Königreichs Großbritannien.
Das Leben des Carolus Dadichi ist vor allem durch ein Selbstzeugnis bekannt, das er 1718 als Bittgesuch um finanzielle Unterstützung an Rektor und Professorenschaft der Universität Marburg richtete. Das zweieinhalb Seiten umfassende Schreiben wird eingeleitet von einer Basmala, einer arabischen Anrufungsformel, der eine lateinische Darstellung seines bisherigen Lebens folgt. Unterschrieben ist das Gesuch wiederum auf Arabisch.

## Leben

### Kindheit
Dem Selbstzeugnis nach stammte Carolus Dadichi aus Aleppo. Sein latinisierter Name Carolus Rali ist möglicherweise von dem Familiennamen Ķarā'ali abgeleitet, der noch zu Beginn des 20. Jahrhunderts in Aleppo nachzuweisen war. Die nisba Dadichi, die die Herkunft von einem Ort ausdrückt, bezieht sich wahrscheinlich auf eine Ortschaft Dādīḫ bei Aleppo, die noch 1814 als bewohnt beschrieben wurde. Er war syrischer Christ griechischer Konfession der rum-orthodoxen Kirche und arabischer Muttersprachler. Mit sechs Jahren begann er Syrisch bei Ishaq Baselyos ibn Dschubayr – nach 1701/02 Apostolischer Vikar der Römisch-katholischen Kirche in Syrien – und klassisches Arabisch bei einem Sulaimān al-Ḥalabī zu lernen. Diese Studien setzte er fort, bis er 14 Jahre alt war. Während dieser Jahre hatte er mehrfach Gelegenheit, verschiedene Gegenden Syriens zu bereisen. Die Möglichkeiten zu reisen, seine gute Ausbildung, die Tatsache, dass er als Kind häufiger mit dem Patriarchen von Antiochia der syrisch-katholischen Kirche, Ignatius Pierre VI. Chaahbadine (1677–1702), zusammenkam, zeugen davon, dass Dadichi aus begüterten Verhältnissen stammte.

### Ausbildung in Frankreich
Im Jahr 1707 wurde Dadichi als eines von zwei Kindern durch einen Gesandten des französischen Marineministers Jérôme Phélipeaux de Pontchartrain ausgewählt, am jesuitischen Collège Louis-le-Grand in Paris eine Ausbildung auf Kosten des französischen Königs, Ludwig XIV., zu erhalten. Dort sollte er mit französischer Bildung und Sitten vertraut gemacht werden, um – nach der Rückkehr in seine Heimat – „des Königs Ansehen verbreiten, den dort weilenden Franzosen nützlich sein und die katholische Religion verteidigen“ zu können. Als 14-Jähriger begab er sich auf die Reise, die er 1707 oder 1708 antrat. Dementsprechend wurde er 1693 oder 1694 geboren.
Seine Ausbildung in Frankreich dauerte siebeneinhalb Jahre, er studierte Geisteswissenschaften sowie Philosophie und erlernte in dieser Zeit Griechisch, Lateinisch, Französisch, Italienisch und Spanisch zumindest bis zu einem Niveau, auf dem er die Lektüre in all diesen Sprachen beherrschte. In Marseille schiffte er sich für die Rückreise ein, kam jedoch nur bis Livorno, wohin das Schiff wegen eines Sturmes Zuflucht suchen musste. Er änderte sein Pläne, ging von Bord und reiste durch die Toskana nach Rom. Dort hielt er sich anderthalb Jahre auf, zunächst „privat“, was wohl auf die finanzielle Unterstützung durch seine Familie schließen lässt, im Anschluss hielt er sich bei dem Fürsten Borghese auf, dann bei Kardinal Annibale Albani, einem Neffen Papst Clemens’ XI. Nachdem er Rom und Umgebung hinreichend erkundet hatte, bereiste er das restliche Italien, bevor er sich via Ancona, Bologna, Mailand und weitere Städte im Jahr 1716 in das calvinistisch geprägte Genf begab. Dort habe er die „reformierte Religion bekannt“ (religionem reformatum professus).  Den Winter 1716/17 verbrachte er in Zürich, wo er vor Senat und Universität in lateinischer Sprache über den Islam sprach. Über Basel zog es Dadichi im Jahr 1717 weiter nach Straßburg, wo er sieben Monate im Haus des Philologen und Gymnasiallehrers Johann Heinrich Lederlin (1672–1737) wohnte und ihn im Arabischen unterrichtete.

### Stationen in Deutschland
Sein weiterer Weg führte ihn über Frankfurt am Main und Gießen nach Marburg, wo er wohl um den 8. Mai 1718 eintraf, sich am 12. Mai immatrikulierte und eine Woche später sein Bittgesuch einreichte, das ihm 12 Taler einbrachte. In Marburg wohnte er bei Johann Caspar Santoroc. Sein Aufenthalt in Marburg kann nur von kurzer Dauer gewesen sein. Über Frankfurt – während seines Aufenthalts in Frankfurt arbeitete er auf Empfehlung des Straßburger Theologen Johann Heinrich (1680–1719) in Diensten des Frankfurter Ratsherrn Zacharias Konrad von Uffenbach – und Gotha, wo er bei Gottfried Vockerodt wohnte, führte ihn seine Reise weiter nach Halle. Santoroc hatte ihn August Hermann Francke wärmstens und unter Zusendung einer Abschrift des Bittgesuchs – nun durchweg in der 3. Person gehalten und mit dem Ausweis Santorocs als Absender – empfohlen, der ihn daraufhin offiziell einlud und sich über die erwartete Anreise des Gastes aus Aleppo sogar mit Friedrich Wilhelm I., König in Preußen, schriftlich austauschte. Im September traf Dadichi in Halle ein und schrieb sich am 14. September 1718 an der Universität ein. Dort lehrte er für 135 Reichsthaler und täglich vier Stunden Lehrverpflichtungen am Collegium Orientale Theologicum ein Jahr lang Syrisch und Arabisch. Im Jahr 1719 immatrikulierte sich Dadichi an der Universität Leipzig. Dort half er dem Arabisten Johann Christian Clodius (1676–1745) bei der Emendation der Polyglotten Bibeln. 1720 hielt er sich in Berlin auf, wo er den französischen Orientalisten Maturin Veyssière de La Croze kennenlernte. Für seine Zeit in Berlin ist ebenso wie für seine Aufenthalte in Frankfurt, Halle und Leipzig nachzuweisen, dass er sich mit den vor Ort befindlichen arabischen Manuskripten befasste, die er identifizierte, katalogisierte – allein 300–400 Manuskripte der Universität Leipzig – und zusammenfasste. Von seiner Lehrtätigkeit in Halle zeugen Mitschriften von Johann Heinrich Callenberg und Benjamin Schultze (1689–1760).  In Halle übersetzte er auch zwei pietistische Traktate, die der Missionierung von Muslimen dienen sollten.

### Tätigkeit und Lebensende in England
Nach seinem Aufenthalt in Berlin reiste er in schneller Folge über Wien, Turin und Venedig nach Spanien, Frankreich, Flandern und Holland, schließlich nach England, das er 1723 erreichte und wo er als Theocharis Dadichi auftrat. Am 23. Juli des Jahres wurde er von dem englischen Schriftsteller und Übersetzer John Chamberlayne (um 1668–1723) der Society for Promoting Christian Knowledge vorgestellt. Eines der Ziele der Society war es, das Buch der Psalmen und das Neue Testament ins Arabische übersetzen und verteilen zu lassen. Dadichis finanzielle Situation bei seiner Ankunft in England war angespannt und so nahm er die Gelegenheit wahr, durch seine Arbeit für die Society ein gewisses Einkommen zu erwirtschaften. Er transkribierte Handschriften, die der Society von Rowland Sherman (1662–1747), in Aleppo wirkender englischer Geschäftsmann, gesandt wurden, übersetzte Shermans Anmerkungen zum Neuen Testament aus dem Arabischen in Latein, bereitete druckfähige Kopien der Psalter und des Neuen Testaments vor und korrigierte die Druckfahnen.
In London trat er schließlich die Nachfolge des 1727 gestorbenen Salomo Negris als königlicher Dolmetscher an. Der um 1665 geborene Negri hatte ähnliche Lebensstationen wie Dadichi durchlaufen, war ebenfalls syrischer Christ gewesen, am Collège Louis-le-Grand ausgebildet worden, hatte sich zweimal länger in Halle aufgehalten und war für die Society for Promoting Christian Knowledge tätig gewesen. In seiner Position als königlicher Übersetzer lebte Dadichi bis zu seinem Tod im Jahr 1734 in London.